# West Liberty (Virginia Occidentale)
West Liberty è un comune degli Stati Uniti d'America, situato nello Stato della Virginia Occidentale, nella contea di Ohio.